# Bernat Llompart Díaz
Bernat Llompart Díaz (Es Castell, 1936 - 1999) fou un militar i polític menorquí, senador en la VI Legislatura.
Militant del Partit Popular a Menorca, fou regidor des Castell el 1991-1993 i alcalde el 1993-1995. Fou escollit senador per Menorca a les eleccions generals espanyoles de 1996, càrrec que va ocupar fins a la seva mort a causa d'un càncer el 17 de juny de 1999. Fou vocal de la comissió d'Economia i Hisenda i de la Comissió de Defensa del Senat. Fou substituït per Llorenç Cardona Seguí.